# Александровское сельское поселение (Эртильский район)
Алекса́ндровское се́льское поселе́ние — муниципальное образование в Эртильском районе Воронежской области.
Административный центр — село Копыл.

## Административное деление
В состав поселения входят:
- село Копыл,
- село Александровка,
- посёлок Израильский.

## Население
| 2000 | 2010 | 2012 | 2013 | 2014 | 2015 | 2016 |
| ---- | ---- | ---- | ---- | ---- | ---- | ---- |
| 1278 | ↘940 | ↘919 | ↘874 | ↘852 | ↘841 | ↘828 |
| 2017 | 2018 |      |      |      |      |      |
| ↘824 | ↘795 |      |      |      |      |      |

### Известные уроженцы
- Масленников, Николай Кузьмич (1897—1972) — советский военачальник, генерал-майор.